# Où peut on être mieux qu’au sein de sa famille
Où peut on être mieux qu’au sein de sa famille (frei übersetzt: „Am besten lebt es sich im Kreise seiner Lieben“) war eine inoffizielle Hymne, die im Frankreich der Restaurationszeit (1815–1830) bei öffentlichen Auftritten des Königs gespielt wurde. 
Es handelt sich um ein Quartett aus der Opéra-comique Lucile von André-Ernest-Modeste Grétry (Musik) und Jean-François Marmontel (Libretto), die erstmals am 5. Januar 1769 an der Comédie-Italienne in Paris aufgeführt wurde.
Où peut-on être mieux (bis)

Qu’au sein de sa famille ? (bis)

Tout est content (bis), 

Le cœur, les yeux (bis). 

Vivons, aimons, vivons, aimons

comme nos bons aïeux. (bis)
Wo lässt sich’s besser sein (Wdh.)

Als im Schoße seiner Familie? (Wdh.)

Alles ist zufrieden (Wdh.),

Das Herz, die Augen (Wdh.).

Lasst uns leben, lieben, leben, lieben,

Wie unsere guten Vorfahren. (Wdh.)
Die Anfangszeile wurde auch – oft in ironischen oder satirischen Zusammenhängen – als Chiffre für das Ancien Régime benutzt. 
So lässt Eichendorff in der nach der Julirevolution von 1830 entstandenen „Phantasie“ Auch ich war in Arkadien den kirchenhörigen Karl X. „alle zehn Schritte“ Où peut on être mieux qu’au sein de sa famille ausrufen, „was die Kerls, die kein Französisch verstanden, für eine jesuitische Zauberformel hielten“.
In der Artikelserie Französische Zustände über den Juniaufstand von 1832 zitiert Heine die Zeile im Zusammenhang mit Louis-Philippe I.: „Der Bürgerkönig ist von Bürgerkanonen umringt: où peut-on être mieux qu'au sein de sa famille.“
Konkurrierend zur Königshymne galt während der Restauration auch das Lied Le retour des Princes Français à Paris auf die Melodie des populären Marche de Henri IV als inoffizielle Hymne Frankreichs.